# Sequenza Sauk
La sequenza Sauk fu la più antica delle sei sequenze cratoniche che avvennero durante il Fanerozoico (seguita da Tippecanoe, Kaskaskia, Absaroka, Zuñi, e Tejas). Si estese dal tardo Proterozoico fino all'inizio dell'Ordoviciano, sebbene la trasgressione marina non inizi in modo serio fino al Cambriano intermedio.
Al suo massimo, la maggior parte del Nord America era coperta dalle acque poco profonde del Mar Sauk, salvo parti dello Scudo canadese e le isole dell'arco transcontinentale. La stratigrafia della sequenza Sauk indica una sedimentazione in acque basse, principalmente costituita da arenarie e clasti carbonatici ben assortiti.
Una regressione marina pose fine alla sequenza Sauk all'inizio dell'Ordoviciano, per essere poi seguita dalla sequenza Tippecanoe nello stesso periodo.